# Різдвяний гімн (Цілком таємно)
«Різдвяний гімн» (Christmas Carol) — 6-й епізод п'ятого сезону серіалу «Цілком таємно». Епізод відноситься до «міфології серіалу» та надає можливість глибше її дослідити. Прем'єра в мережі «Фокс» відбулася 7 грудня 1997 року.
Серія за шкалою Нільсена отримала рейтинг домогосподарств рівний 12,8, який означає, що в день виходу серію подивилися 20,91 мільйона чоловік.
Скаллі на Різдвяних святах перебуває з родиною, отримує таємничий телефонний дзвінок, який приводить її до справи за участю маленької дівчинки, яку вона вважає дочкою загиблої сестри Меліси. Ця історія завершується в наступному епізоді «Емілі».

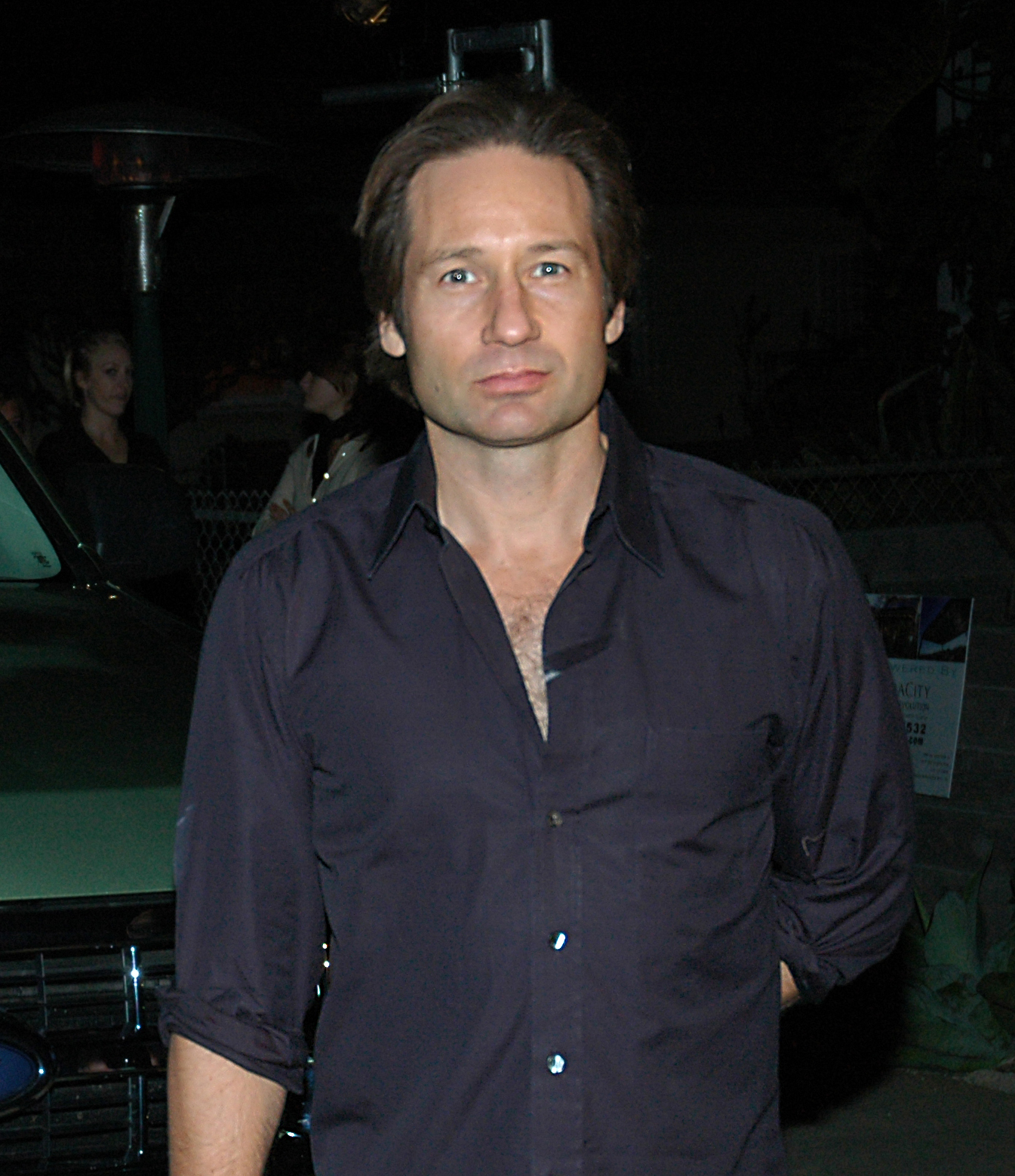

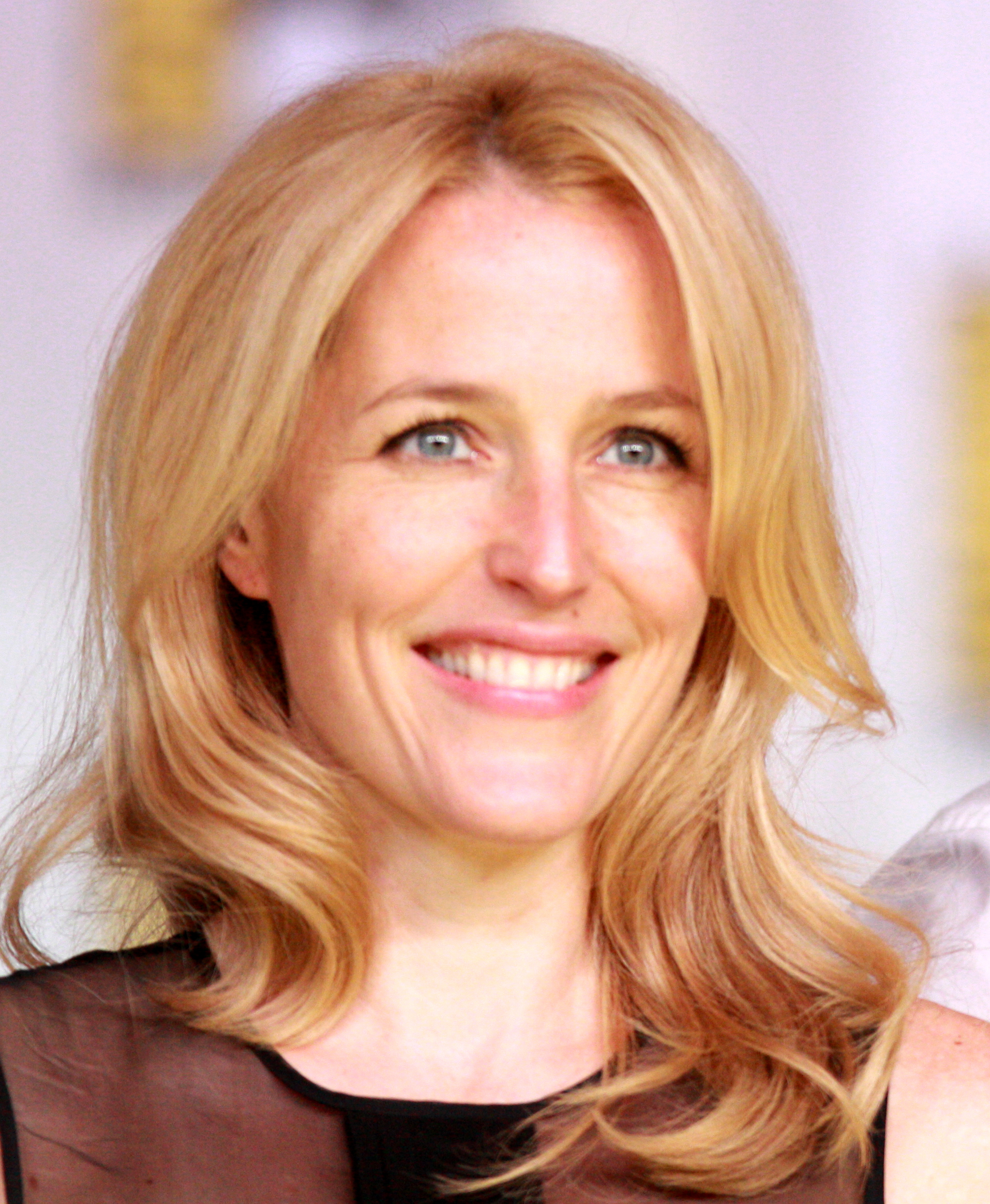

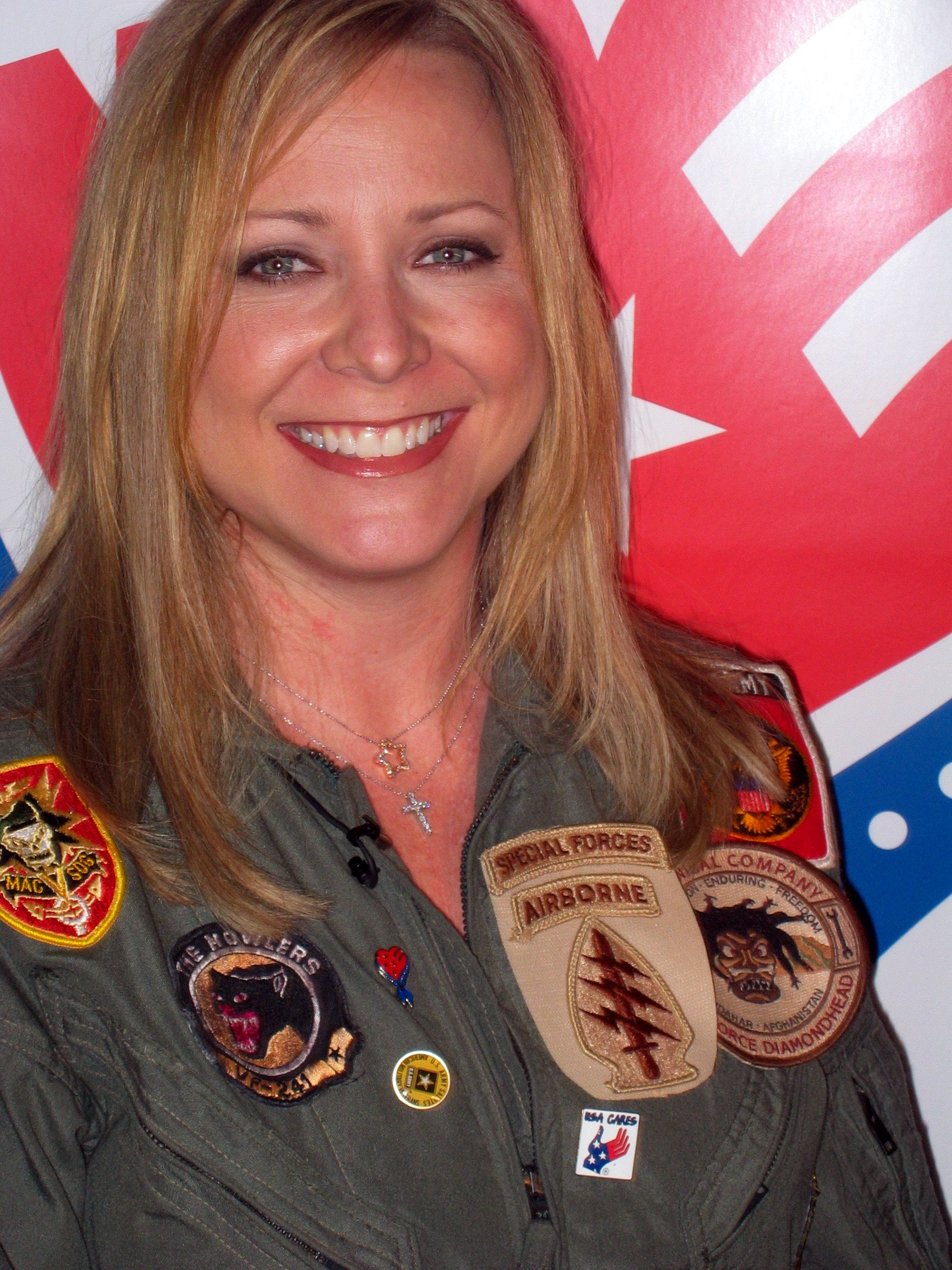

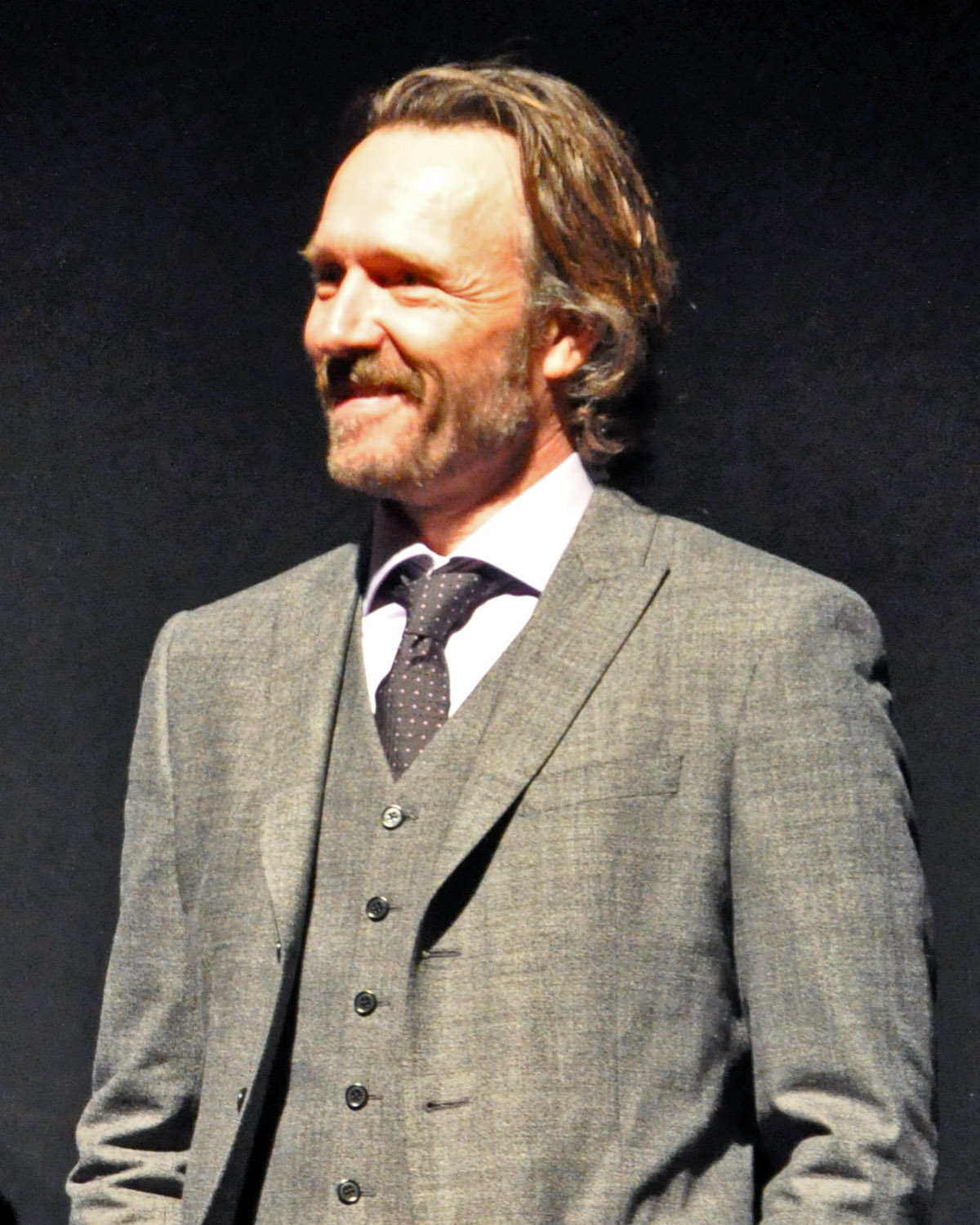

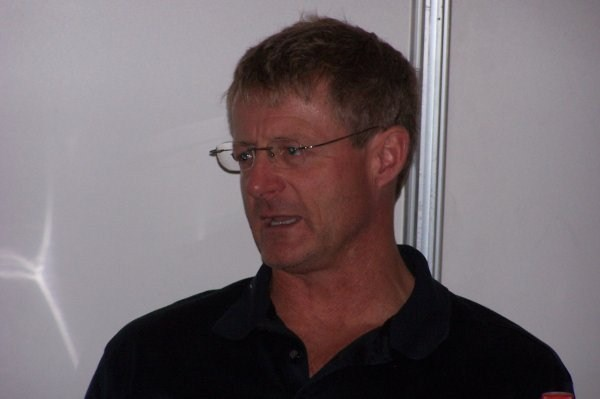

## Зміст
Істина поза межами досяжного
Дейна Скаллі (та її мати) відвідує свого брата Білла та його вагітну дружину Тару на військово-морській базі Сан-Дієго, на Різдво. У будинку брата Скаллі відповідає на телефонний дзвінок і людина на іншій лінії, голос якої звучить так само, як мертвої сестри Меліси, каже Дейні, що хтось потребує її допомоги. Скаллі через телефонну станцію відслідковує дзвінок до сусіднього будинку в Сан-Дієго, де місцева поліція саме розслідує самогубство жінки Роберти Сім. Креге, провідний детектив у справі, каже Скаллі, що Роберта не могла набрати номер, оскільки вона померла до того, як здійснили телефонний дзвінок.
Однак на телефонній станції підтвердили — дзвінок здійснено з будинку Сім. Скаллі дзвонить по номеру, звідки дзвонили до неї — слухавку бере якийсь чоловік. Тара за вечерею тішиться вагітністю — Скаллі стає недобре і вона виходить. Після вечері Скаллі повідомляє матері, що через досліди над нею вона не зможе мати дітей. Уночі Скаллі подумки повертається назад, коли в дитинстві вона ховала свого кролика-улюбленця від брата в коробці для обіду, а її улюбленець задихнувся й помер. Цієї миті уночі Скаллі отримує черговий телефонний дзвінок від тієї самої людини на її мобільний телефон — він знову був зроблений з дому Сіма. Чоловік Роберти, Маршалл, зустрічається з двома мужчинами в темних костюмах у своєму будинку і не має бажання слухати та допомагати їй зрозуміти, що відбувається.
Скаллі відвідує Креге, бажаючи вивчити далі самогубство Роберти Сім, незважаючи на те, що поліція вважає це простим випадком. Вона виявляє разючу схожість на фотографіях між дочкою Сіма Емілі та її сестрою Мелісою в тому часі, коли їй було стільки ж років. У реєстрі новонароджених Дейна дізнається — Емілі вдочерили. Скаллі уявляється похорон, який вона відвідувала, коли була маленькою дівчинкою, але у цьому видінні Маршалл Сім тримає її за руку, а з труни капає кров. Дейна заснула за комп'ютером — її збудив брат. Скаллі наполягає на виконанні розтину Роберти, думаючи, що її вбили (самогубця зробила собі фатальний поріз з першого разу; трубка при відвідуванні поліції не була покладена на тримач — тоді б чоловік Роберти не зміг би викликати поліціянтів). Скаллі виявляє прокол голкою в правій п'яті Роберти, що змушує її повірити — Роберті зробили наркоз та інсценізували самогубство.
Поліція обшукує будинок Сіма та знаходить вжитий шприц й підшкірну голку, яку, як стверджує Маршалл, використовували для введення ліків анемічній Емілі під час лікування. Скаллі помічає чоловіків у чорних піджаках, які спостерігають з автомобіля і після її уваги від'їздять. Скаллі отримує дані ДНК Меліси, і зіставляє їх з даними Емілі. Вона вважає їх майже однаковими, що змушує її повірити: Емілі — дочка Меліси. Скаллі вважає, що Меліса народила її, перебуваючи на західному узбережжі, і віддала на вдочеріння, не повідомляючи ніколи про це родині. Скаллі повертається в минуле, коли вони з Мелісою були підлітками і їм мама на Різдво подарувала натільні хрестики.
Креге приїжджає до Скаллі, розповідаючи їй, що Сімс отримав кілька великих платежів від фармацевтичної компанії «Пранжен Фармас'ютікалс» з Чула-Віста. Дейна і детектив відвідують доктора Кальдерона, який розповідає їм, що Емілі була частиною клінічних випробувань (у неї аутоімунна гемолітична анемія) і що Роберті надходили гроші, щоби утримати її від витягнення Емілі з програми. Маршалл Сім заарештований за вбивство своєї дружини. Скаллі відвідує Емілі і дарує їй свій натільний хрестик.
На вечірці брат розпитує Дейну щодо її переживань про Емілі та бажання заповнити порожнечу, взявши під опіку дитину. Маршалл зізнається незабаром після цього, але його знайшли мертвим у слідчому ізоляторі — після того, як його відвідали два чоловіки в темних костюмах. Білл показує Скаллі фото Меліси, яка за місяць до народження Емілі явно не була вагітна, що, на його думку, доводить — вона не є матір'ю Емілі. Скаллі зустрічається із працівницею агентства з приводу вдочеріння. Жінка дуже вагається, вважаючи Скаллі сильно заклопотаною роботою і що вона не матиме час на Емілі — дитину з особливими потребами. Дейна умовляє працівницю агентства переглянути рішення. Скаллі подумки повертається назад, щоб поговорити з Мелісою — в часі перед Різдвом незадовго до того, як вона пішла до ФБР.
На різдвяний ранок Скаллі отримує результати тесту на ДНК від ФБР, які підтверджують — Меліса не мати Емілі. 
Тести вказують що мати — 
це 
Дейна.
Скаллі.
Ніколи не знала наскільки я хочу мати дітей. Доки не дізналася що не зможу мати їх

## Створення
Протягом другого тижня жовтня 1997 року Девід Духовни не зміг прибути з Ванкувера, оскільки був зайнятий в зйомках фільму «Зображаючи Бога». Тому команді постановки довелося затримати випуск епізоду «Прометей постмодернізму» і продюсери вирішили провести цей тиждень на зйомці епізоду зі Скаллі. З огляду на те, що епізод був запланований до зйомок на повітрі в грудні того ж року, автори Гілліган, Джон Шибан і Франк Спотніц спочатку намагалися писати різдвяний епізод, схожий на 1951 року фільм «Скрудж», з Дейною Скаллі замість Аластера Сіма (ніби Ебенезер Скрудж). Однак вони не змогли розробити більше ідей, і тому вирішили замість цього, щоб Скаллі відвідувала у спогадах свою родину, тому епізод так наповнений мандрами в минуле.
Спочатку роль Емілі виконувала дівчинка, яка злякалася подій у лікарні (нозокомефобія), тому цей відтинок перезняли з іншою маленькою акторкою. Зрештою на роль Емілі взяли Лорен Дівульд, яка раніше з'являлася в епізоді «Міленіуму». Однак через графік Джилліан Андерсон не змогла брати участі в повторній зйомці, тому команда була змушена використати дублерку. У режисера кастингу Коррін Мейс виникли труднощі із зображенням Скаллі зразка 1976 року, перш ніж виконавчий продюсер Роберт Гудвін запропонував відзняти її чотирнадцятирічну сестру Зої.
Спеціаліст з реквізиту Кен Гаврилів стверджував, що найбільшою проблемою у створенні епізоду було знайти різдвяний папір 1980-х для послідовностей «повернення в думках». Після завершення виробництва, Джилліан Андерсон була незадоволена своєю акторською діяльністю в епізоді й заявила: «Зрештою я відчула, що у мене трохи низька енергія, трохи занадто меланхолії. Важко було знайти правильне ставлення до Скаллі в роботі з дитиною, яка, очевидно, є її; щоб знайти правильний аромат стосунків до неї та цієї хвороби, яку вона переживає, все це змішується з аспектом паранормального». Андерсон також зізналася — інша проблема у неї була в тому, що Скаллі «не мала історії з Емілі», через це вона могла б не "зіграти таку прихильність, яку я відчувала б, якби моя власна дочка Пайпер переживала те саме.

## Сприйняття
Прем'єра епізоду відбулася в мережі «Фокс» 7 грудня 1997 року. Ця частина отримала рейтинг Нільсена 12,8 з часткою 19 — її переглянули 20,91 мільйона глядачів.
Епізод отримав помірно позитивні відгуки від телевізійних критиків. Зак Генлен з The A.V. Club дав епізоду оцінку «А» і назвав його «загалом приголомшливим епізодом». Генлен писав, що «був радий отримати ще один епізод, орієнтований на Скаллі [особливо], який не закінчується тим, що вона виглядає смертельно блідою на лікарняному ліжку». Незважаючи на похвалу сценарію, він злегка критикував серію за написання орієнтованих на Скаллі епізодів, заснованих виключно на ідеї про те, що «щось робиться для неї», а не проти або з нею.
Роберт Шірман та Ларс Пірсон у своїй книзі «Хочемо вірити: Критичний посібник з Цілком таємно, Мілленіуму та Самотніх стрільців» оцінили цей епізод в чотири з половиною зірки з п'яти. Вони зазначили, що сценарій був «дійсно гострим» і містить «природний діалог», який маскує огріхи у вивченні персонажів. Ширман та Пірсон також високо оцінили виступ Андерсон, назвавши це «приголомшливим» та зазначили, що їй сподобалося б зніматися з Робертом Патріком, актором, який і далі б зображував агента Джона Доггетта. Метт Гурвіц і Кріс Ноулз назвали епізод «вітриною для приголомшливих акторських зображень Джилліан Андерсон».
Пола Вітаріс з Cinefantastique, з іншого боку, дала епізоду негативний відгук і відзначила в 1,5 зірки з чотирьох. Вона описала епізод як «один [де] невіра не припиняється настільки, оскільки зависає на шиї мертвих». Вона сильно висміювала «тести ДНК» протягом епізоду, «корисні кур'єри, які доставляють результати на Різдво», а також те, що Скаллі заповнює документ про усиновлення та її відвідує агент соціальних служб напередодні Різдва.

## Знімалися
| Актор                | Роль                 |
| -------------------- | -------------------- |
| Девід Духовни        | Фокс Малдер          |
| Джилліан Андерсон    | Дейна Скаллі         |
| Пат Скіпер           | Білл Скаллі-молодший |
| Шейла Ларкен         | Маргарет Скаллі      |
| Керрі Тернер         | Тара Скаллі          |
| Джон Пайпер-Фергюсон | детектив Креге       |
| Мелінда Макгроу      | Меліса Скаллі        |
| Патрісія Далквіст    | Сьюзан Шамбліс       |
| Ден Ши               | заступник            |